# Carl Burgos
Pour les articles homonymes, voir Burgos (homonymie).
Carl Burgos, de son vrai nom Max Finkelstein, né le 18 avril 1917 et mort le 1er mars 1984, est un dessinateur américain de bande dessinée.

## Biographie
Après avoir travaillé dans un studio de bandes dessinées en 1938 et 1939, Carl Burgos commence à dessiner pour Timely Comics en 1940. Là il crée The Human Torch dans le comics éponyme à l'automne 1940. Il dessine les aventures de ce personnage et d'autres pour Timely jusqu'en 1942 quand il rejoint l'US Air Force. Après guerre il partage son temps entre les comics et surtout la publicité. Il encre des personnages Marvel, dessine des couvertures, etc. En 1970, il devient rédacteur en chef chez Eerie Publications de Myron Fass et s'occupe plus particulièrement des magazines d'horreur. Il occupe ensuite le même emploi chez Harris avant de mourir d'un cancer du côlon.

## Récompenses
- 1996 : Temple de la renommée Jack Kirby
- 2016 : Temple de la renommée Will Eisner